# Gli uccellatori
Gli uccellatori (Les oiseleurs) est un opéra en trois actes et en italien, un dramma giocoso per musica, composé par Florian Leopold Gassmann, sur un livret de Carlo Goldoni. Il a été créé au Teatro San Samuele de Venise pendant le carnaval de 1759.

## Historique
L’œuvre a été donnée dans de multiples salles durant les mois et les années qui ont suivi, dès août 1759 à Bologne au Teatro Formagliari et à Milan au Regio Ducal Teatro, en 1760 à Trieste et à Modène puis au Teatre de la Santa Creu à Barcelone, où il est repris en 1764, ou encore à Prague, Carlsbad, Varsovie et Dresde en 1765, à Livourne et à Vienne, au Teatri Privilegiati en 1768, à Londres au King's Theatre en 1770. Johann Christian Bach, le plus jeune fils de Jean-Sébastien Bach, installé en Italie, composa une ouverture (Sinfonia) pour les Gli uccellatori de Gassmann dont la première présentation eut lieu à Turin au Teatro Carignano, le 1er septembre 1760.
Le manuscrit de l'opéra a été redécouvert en 2015 à la Bibliothèque nationale de Vienne dans le cadre d'un projet de recherche intitulé « l'opéra buffa à Vienne » mené par le musicologue tarentin Michele Calella, professeur ordinaire de musicologie à l'Université de Vienne. L'opéra a alors retrouvé le chemin des théâtres en avril 2015, à Vienne, au Musik Theater an der Wien tout d'abord, avec une mise en scène de Jean Renshaw (de) et sous la direction de Stefan Gottfried. Le site de musique classique Bachtrack souligne à ce propos « Die Werke des gebürtigen Tschechen, der unter Joseph II. in Wien Opernkapellmeister war, gerieten über die Jahre in Vergessenheit, obwohl er zu Lebzeiten große Erfolge feierte und die Opera buffa in Wien zu ihrer Glanzzeit führte. » (Les œuvres de cet homme d'origine tchèque, chef d'opéra sous Joseph II à Vienne, sont tombées dans l'oubli au fil des ans, bien qu'il ait célébré de grands succès de son vivant et mené l'opera buffa de Vienne à son apogée). La même mise en scène est ensuite reprise sous la direction de Gianluca Capuano, en mars 2018  à l'opéra de Cologne. Le festival de la Vallée d'Itria à Martina Franca a également proposé deux représentations en août 2023 sous la direction d'Enrico Pagano,.

## Rôles, tessitures, interprètes de la Première
| Personnages            | Tessitures         | Création                    |
| ---------------------- | ------------------ | --------------------------- |
| Partie Seria           |                    |                             |
| Il marchese Riccardo   | Soprano (ou ténor) | Margherita Paccarelli       |
| La contessa Armelinda  | soprano            | Chiara Bassani              |
| Partie Buffone         |                    |                             |
| Roccolina              | Contralto          | Catterina Ristorini         |
| Cecco (alias Cecchino) | Baryton            | Pietro Canevai              |
| Mariannina             | Soprano            | Anna Bassani                |
| Pierotto               | Basse              | Giacomo Caldinelli          |
| Toniolo                | Ténor              | Giovanni Battista Ristorini |

| BALLET Conception et direction du ballet : Francesco Martini,                                                                                           |
| Danseurs : Francesco Martini, Francesco Benucci, Giovanni Battista Nichili. Barbara Pirini, Angelica Sabati, Angela Datur, Rosa Orica, Monsieur Lebrun. |

## Argument
L'opéra met en scène deux nobles, le marquis Riccardo et la comtesse Armelinda, et cinq personnages bouffons, comiques, trois oiseleurs et deux filles de la campagne, toutes deux tombées amoureuses de l'un d'eux, le dénommé Cecco. La comtesse est également attirée par l'oiseleur tandis que le marquis tente de la séduire. L'ensemble de la comédie est alors basée sur les quiproquos et ambiguïtés nés du silence des uns et des autres à propos de leurs inclinaisons. Le langage prêté par Goldoni aux personnages correspond à leur classe sociale.
L'opéra commence alors que les oiseleurs, Pierotto, Cecco et Toniolo s'apprêtent pour partir à la chasse à l'aube (« Andiamo, compagni/Che spunta l’aurora/Dee andar di buon’ora/Chi vuole uccellar »). Arrivent alors les deux servantes Mariannina et Roccolina et quelques échanges entre les cinq "comiques" de l'œuvre, aucun n'avouant ses penchants amoureux, y compris les deux jeunes femmes entre elles (« Dirlo non voglio. Questo vostro silenzio Mi fa temer ».), alors qu'elles sont toutes deux éprises de l'oiseleur Cecco. Pendant ce temps-là, la comtesse Armelinda est aux prises avec les avances du marquis Riccardo qu'elle rejette fermement, terriblement amoureuse de Cecco, ce qu'elle ne peut avouer tant ce serait déchoir de son rang.
L'oiseleur, que les trois femmes convoitent, est alors la cible d'un attentat meurtrier qu'il parvient à éviter. S'ensuit un faux procès avec des servantes déguisées. Pour finir, l'ordre social sera rétabli et la comtesse, renonçant à ses amours honteuses pour l'époque (« Vo facendo il precipizio mio| Che rossor, che vergogna | amare un uom sì vile »), accepte la cour du marquis. En conclusion, ils chantent tous ensemble la gloire de l'amour « Quel bambinel d’Amore  È un bravo uccellatore,  Che tutti sa pigliar. E quando men si crede,  Dal tristarel si vede I cuori a trappolar. ».